# Урицкий, Андрей Наумович
Андре́й Нау́мович Ури́цкий (25 апреля 1961, Ленинград — 27 мая 2021) — российский писатель, литературный критик.

## Биография
Андрей Урицкий родился 25 апреля 1961 года в Ленинграде в еврейской семье.
Окончил Московский энергетический институт. После 1989 года активно включился в деятельность московского литературного андеграунда. Был сотрудником газеты «Гуманитарный фонд». После смерти коллеги и друга, поэта Михаила Лаптева (1960—1994) в течение 15 лет перенёс в электронную версию его огромный по объёму рукописный и машинописный архив. Составил сборник стихов Лаптева, вышедший в 2015 году в московском издательстве «Арт-Хаус Медиа».

## Творчество
В юности писал стихи, в дальнейшем — прозу, эссеистику, литературно-критические тексты. Публиковал критические статьи с 1992 года. Первые публикации в газете «Гуманитарный фонд», в дальнейшем постоянно печатался в журналах «Знамя», «Дружба народов», «Новое литературное обозрение». Среди авторов, о которых писал Урицкий, — Дмитрий Авалиани, Юрий Андрухович, Аркадий Бабченко, Николай Байтов, Александр Бренер, Леонид Гиршович, Сергей Жадан, Игорь Клех, Станислав Львовский, Павел Улитин, Александр Хургин, Сергей Чудаков, Олег Юрьев, Алексей Шепелёв, Анатолий Рясов и др.
В 1997 году выпустил книгу малой прозы «И так далее» (М.: ЛИА Р. Элинина).
Один из составителей (совместно с И. Ахметьевым, В. Орловым и Г. Лукомниковым) двухтомной антологии «Русские стихи 1950—2000 годов» (М.: Летний сад, 2010).
В 2017 году выпустил книгу прозы, объединившую тексты 1996—2002 годов «Стеарин. Продолжение. Разные тексты» (М.: ИП Ромм М. Н., «Ид РИС»).
Умер 27 мая 2021 года от COVID-19. Похоронен в Москве, на Троекуровском кладбище, участок 7д в семейной могиле министра электротехнической промышленности СССР А. К. Антонова.